# 三明寺

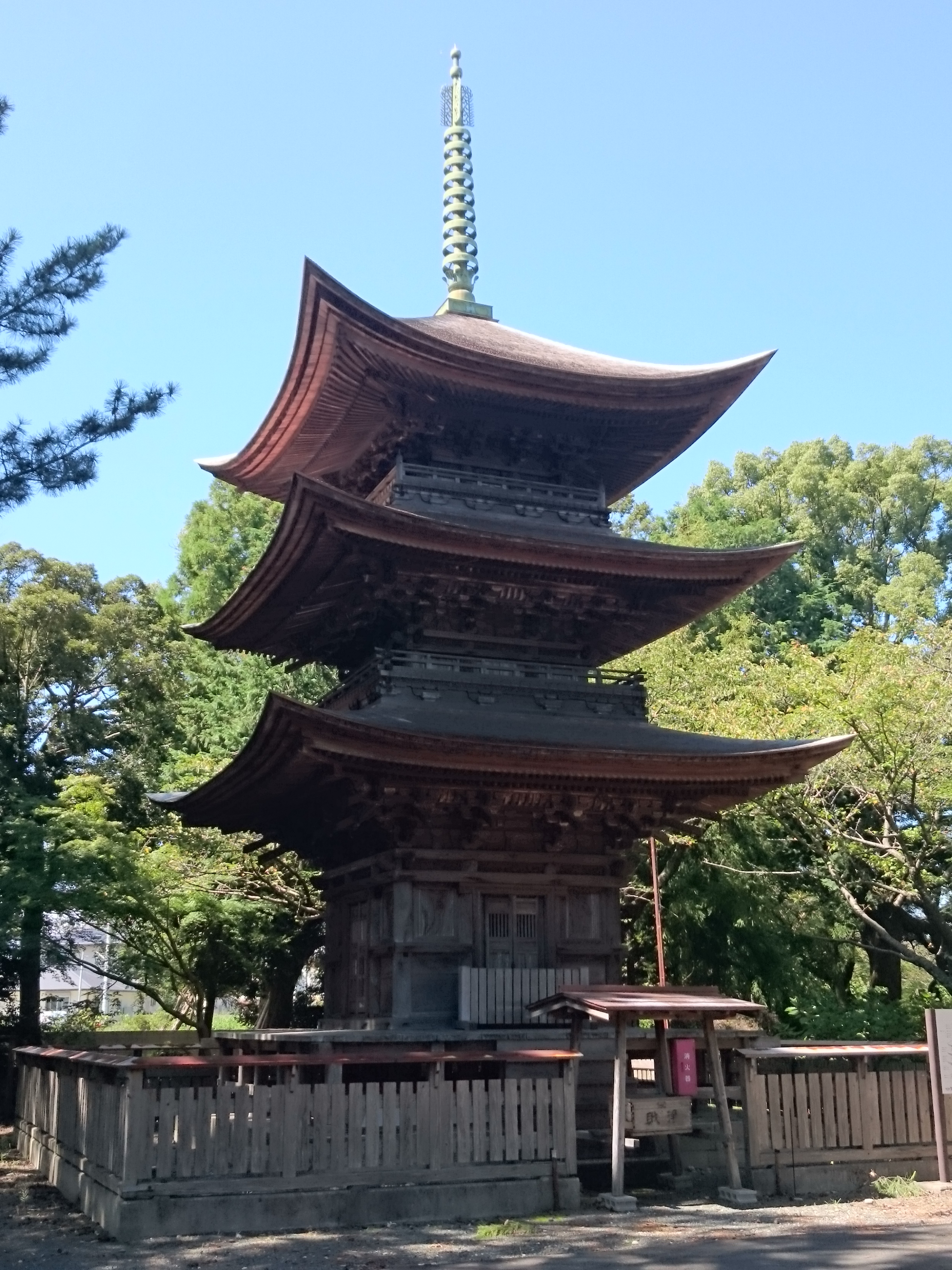
三重塔

三明寺（さんみょうじ）は、愛知県豊川市豊川町波通にある曹洞宗の寺院。豊川弁財天（とよかわべんざいてん）の通称で知られる。正式名は「龍雲山 妙音閣 三明禅寺」（りゅううんさん みょうおんかく さんみょうぜんじ）。本尊は千手観音。

## 沿革

### 概要
寺伝によれば、702年（大宝2年）、文武天皇が三河国に行幸の折、この地で病にかかったが、弁財天の霊験で全快したことから、大和の僧・覚淵に命じて堂宇を建立したのが始まりという。
以後、真言宗の寺院として続いていたが、平安時代後期、源範頼の兵火により焼失し荒廃する。応永年間（1394年 - 1428年）に禅僧・無文元遷（後醍醐天皇の皇子）が諸堂を復興し、この際に禅宗に改宗し、千手観音を本尊とした。また、三重塔を建立し、大日如来像を安置したといわれる。
1531年（享禄4年）、三重塔が再建され、1554年（天文23年）には本願光悦により弁財天宮殿が再建される。現存する本堂は、1712年（正徳2年）岡田善三郎成房により再建されたものである。

### 弁財天信仰
豊川弁財天、または馬方弁財天と称される弁財天像は、平安時代の三河国司・大江定基が、愛人の力壽姫の死を悼み、力壽姫の等身大の弁財天を自ら刻して奉納したものと伝えられている。弁財天は裸身であり、十二単を着ており、12年に1度、巳年に御衣装替えを行う慣わしがある。
現在では、三河七福神の霊場の1つとして紹介され、安産・芸道・福徳・海運の守護神となっている。毎年、1月と8月に開帳される。
また、境内にある三徳稲荷は、西島稲荷（同市西島町）の分祀であり、3つの願望が成就するとされている。

## 文化財
重要文化財（国指定）
- 三重塔[1]
  - 1531年（享禄4年）建立。高さ14.5m。1・2層を和様、3層を禅宗様とする点が特徴。
- 本堂内宮殿（くうでん）[2]
  - 1554年（天文23年）建立。本堂内にあり弁財天を安置している。桁行、梁間約1m、高さ約4m余の一間社流造。「宮殿」は「厨子」とほぼ同義であるが、当寺の宮殿は神社本殿と同様の流造とする点が特色である。国の重要文化財。

愛知県指定文化財
- 本堂[3]
  - 1712年（正徳2年）再建。桁行5間、梁行5間の寄棟造り。天井は格子天井で、極彩色画が描かれている。

豊川市指定文化財
- 今川義元安堵状[4]
- 今川氏真安堵状[4]
- 徳川家康安堵状[4]

## 所在地
- 愛知県豊川市豊川町波通37

## 交通機関
- 名鉄豊川線 豊川稲荷駅より徒歩で約5分。
- JR飯田線 豊川駅より徒歩で約5分。